# Rainulphe d'Osmond
 (avril 2018).
Si vous disposez d'ouvrages ou d'articles de référence ou si vous connaissez des sites web de qualité traitant du thème abordé ici, merci de compléter l'article en donnant les références utiles à sa vérifiabilité et en les liant à la section « Notes et références ».

Armoiries

Charles Eustache Gabriel dit Rainulphe d'Osmond, comte puis 4e marquis (1838) d'Osmond, est né le 29 juillet 1788 et mort le 8 octobre 1862.

## Biographie
Fils de René Eustache, 3e marquis d'Osmond (1751-1838) et d'Éléonore Dillon (1753-1831), et frère cadet de la future comtesse de Boigne, Rainulphe d'Osmond soupire, dans sa jeunesse, pour la belle Marie de Hautefort.
Il épouse le 25 novembre 1817 une des plus riches héritières de France, Aimée Carvillon des Tillières (1797-1853), d'un caractère modeste et doux, mais d'un physique disgracié. Ils ont deux enfants :
- Marie Charlotte Eustachine Jeanne (1827-1899), qui épouse Jacquelin de Maillé de La Tour-Landry (1815-1874), duc de Maillé ;
- Rainulphe Marie Eustache (1829-1891), qui épouse Marie Joséphine Tardieu de Maleyssie ; ils ont un fils, Eustache Conrad d'Osmond (1855-1904) mort sans alliance ; c'est donc la descendance du duc de Maillé qui hérite la fortune de Carvillon des Tillières.

Le 4 novembre 1814, Rainulphe d'Osmond est nommé très jeune, et sans jamais avoir servi, chef d'escadron de cavalerie. Il devient aide de camp de son père et reçoit la croix de chevalier de la Légion d'honneur. Il est ensuite nommé aide de camp du duc d'Angoulême qui l'envoie en mission à Turin. Il lui rapporte la déclaration de Vienne du 20 mars 1815.
Lieutenant colonel de cavalerie, il sert sous le duc d'Angoulême en Espagne et est fait chevalier de l'Ordre de Saint-Louis en 1823, puis officier de la Légion d'honneur[Quand ?][réf. nécessaire], chevalier de l'Ordre de Saint-Ferdinand d'Espagne et de l'Ordre des Saints Maurice et Lazare. Lorsque le duc d'Angoulême devient Dauphin de France en 1824, Rainulphe d'Osmond est nommé « menin de Monseigneur le Dauphin ».
Il vend en 1857 le château de Pontchartrain, dont sa femme avait hérité.